# Gmina Vinica (Chorwacja)
Gmina Vinica (chorw. Općina Vinica) – gmina w Chorwacji, w żupanii varażdińskiej. W 2011 roku liczyła  3389 mieszkańców.